# Шахрак-э-Имам
Шахра́к-э-Има́м или Шахра́к-э-Има́м Хомейни́ (перс. شهرک امام‎) — небольшой город на юге Ирана, в провинции Фарс. Входит в состав шахрестана Кир и Карзин. По данным переписи, на 2006 год население составляло 4 973 человека.

## География
Город находится в южной части Фарса, в горной местности юго-восточного Загроса, на высоте 700 метров над уровнем моря.
Шахрак-э-Имам расположен на расстоянии приблизительно 140 километров к юго-юго-востоку (SSE) от Шираза, административного центра провинции и на расстоянии 815 километров к юго-юго-востоку от Тегерана, столицы страны.